# Shadow Raiders
Shadow Raiders (Guerreiros das Sombras no Brasil) é uma série animada produzida pela Mainframe Entertainment para divulgar a linha de action figures War Planets da Trendmasters. O design dos personagens originais foram criados pelo designer da série ReBoot, Brendan McCarthy.
A animação teve duas temporadas em que mostrava a guerra entre os planetas Pedra, Fogo, Gelo e Osso contra as Bestas do Planeta Feroz. Após a segunda temporada, os produtores decidiram cancelar a série devido as baixas vendas da linha de bonecos. E, portanto, ela nunca foi terminada.
No Brasil, a série estreou pelo Cartoon Network em 1º de novembro de 1999 . Também foi transmitida pela Rede Record.

## História
As Bestas do Planeta Feroz viajam pelo universo consumindo a energia de planetas diversos. Após a destruição do planeta Tek, Tekla procura o sistema para o qual as Bestas se dirigem e encontra Graveheart, um cidadão de Pedra, no planeta Gelo, que já estava sob ataque das Bestas. 
O rei Cryos se une a Graveheart e Tekla, mas o rei Pedra não quer se envolver na aliança. Com a ajuda de Jade, amiga de Graveheart, eles buscam e conquistam a aliança com os planetas Osso e Fogo, temerosos do poder do Planeta Feroz.
Descobrindo a base do Planeta Feroz em Remora, os três planetas, agora com a ajuda do planeta Pedra e de suas poderosas luas de batalha, destróiem a base das Bestas. Porém, logo em seguida, o Planeta Feroz aparece. Assim termina a primeira temporada, e começa a segunda.
O Planeta Feroz tenta consumir o Planeta Gelo. Tekla então descobre as Máquinas dos Mundos, que ficam no centro dos planetas e fazem com que os planetas se movam pelo espaço. Assim, começa a tirar os planetas da área de ataque do Planeta Feroz. Porém, com sua Máquina do Mundo danificada, o Planeta Fogo não consegue se afastar e o Grão-Vizir decide sacrificar a si e ao planeta para lançar um ataque suicida ao Planeta Feroz.
Os três planetas vão encontrando e se aliando a mais planetas contra o Planeta Feroz. No final, o planeta Feroz é aparentemente derrotado por uma armadilha do Planeta Prisão (comandado por Sternum, irmão de Fêmur) e o rei Pedra morre, sendo substituído por Jade.

## Exibição
A série teria uma terceira temporada, em que muita coisa ainda seria respondida (no último episódio o planeta Feroz não foi destruído, apenas teleportado) mas foi cancelada. 
A série não é mais exibida em nenhum canal da TV brasileira. Nos EUA, a série teve alguns episódios lançados em DVD.

## Personagens
- Graveheart
- Jade
- Rei Pedra
- Tekla
- Voxx
- Lady Zera
- Rei Gélido
- Príncipe Pyrus
- Grão-Vizir
- Imperador Fêmur
- Pelvus
- Sternum

## Episódios

### 1ª temporada
- 1: Behold the Beast
- 2: On the Rocks
- 3: Born in Fire
- 4: Bad to the Bone
- 5: Wolf in the Fold
- 6: Mind War
- 7: J'Accuse
- 8: Blood is Thicker...
- 9: Rock and Ruin
- 10: Against all Odds
- 11: Uneasy Hangs the Head
- 12: Ragnarok: Part One
- 13: Ragnarok: Part Two

### 2ª temporada
- 14: Worlds within Worlds
- 15: This is the way the World Ends...
- 16: Period of Adjustment
- 17: Blaze of Glory
- 18: Sandstorm
- 19: Girls Night Out
- 20: Time Bomb
- 21: Embers of the Past
- 22: Divided We Stand
- 23: Nor Iron Bars a Cage
- 24: Death of a King
- 25: The Long Road Home
- 26: Ascension